# Fossombroniales
Fossombroniales är en ordning av bladmossor. Fossombroniales ingår i klassen Jungermanniopsida, divisionen bladmossor och riket växter. Enligt Catalogue of Life omfattar ordningen Fossombroniales 13 arter. 
Kladogram enligt Catalogue of Life:
| Fossombroniales | \| \| Allisoniaceae \| \| \| \| \| \| Calyculariaceae \| \| \| \| \| \| Fossombroniaceae \| \| \| \| \| \| Makinoaceae \| \| \| \| \| \| Petalophyllaceae \| \| \| \| |
|                 | \| \| Allisoniaceae \| \| \| \| \| \| Calyculariaceae \| \| \| \| \| \| Fossombroniaceae \| \| \| \| \| \| Makinoaceae \| \| \| \| \| \| Petalophyllaceae \| \| \| \| |
|                 | Jungermanniales |
|                 | |
|                 | Metzgeriales |
|                 | |
|                 | Pallaviciniales |
|                 | |
|                 | Pelliales |
|                 | |
|                 | Pleuroziales |
|                 | |
|                 | Porellales |
|                 | |
|                 | Ptilidiales |
|                 | |
|                 | Allisoniaceae |
|                 | |
|                 | Calyculariaceae |
|                 | |
|                 | Fossombroniaceae |
|                 | |
|                 | Makinoaceae |
|                 | |
|                 | Petalophyllaceae |
|                 | |

|  | Allisoniaceae    |
|  |                  |
|  | Calyculariaceae  |
|  |                  |
|  | Fossombroniaceae |
|  |                  |
|  | Makinoaceae      |
|  |                  |
|  | Petalophyllaceae |
|  |                  |